# Discoelius nitidus
Discoelius nitidus är en stekelart som beskrevs av Brethes 1903. Discoelius nitidus ingår i släktet tapetserargetingar, och familjen Eumenidae. Inga underarter finns listade i Catalogue of Life.